# Loi du Parlement (Royaume-Uni)
Pour les articles homonymes, voir Loi du Parlement.

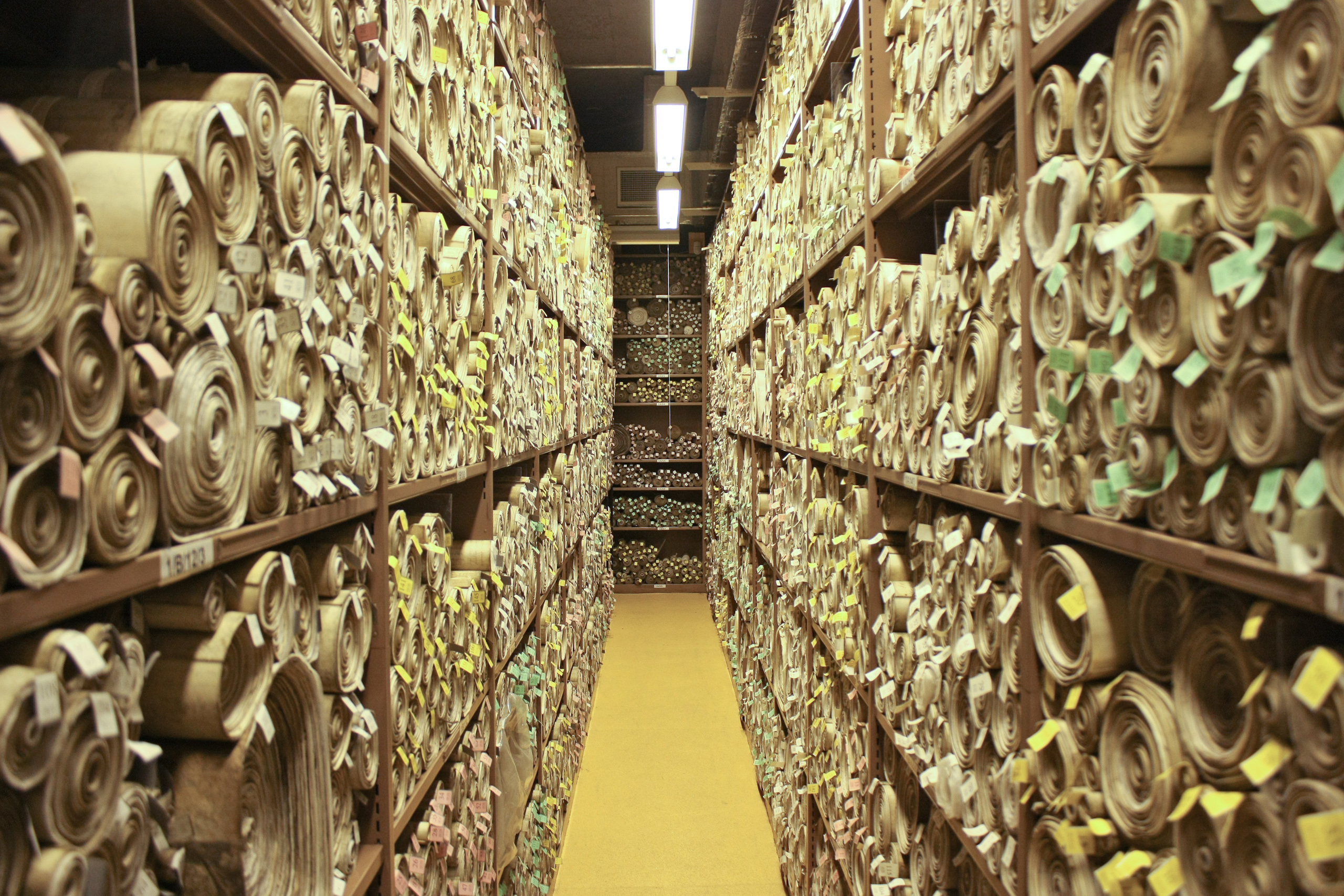
Actes du Parlement conservés dans la Tour Victoria, Palais de Westminster

Une loi du Parlement, en anglais Act of Parliament, est une loi adoptée par le Parlement du Royaume-Uni et promulguée par le monarque.
Le Royaume-Uni étant une démocratie parlementaire, sans hiérarchie des normes, le Parlement est souverain et le domaine des lois du Parlement est traditionnellement illimité.
Elle peut être de trois types :
- Une Public Act est une législation de portée générale intéressant tous les sujets ou certaines catégories seulement.
- Un Private Act, ou Personal Act depuis 1948, intéresse une personne, physique ou morale, en particulier.
- Un Hybrid Act combine des éléments des deux autres types.